# Hubert H. Humphrey Metrodome
 (mai 2018).
Si vous disposez d'ouvrages ou d'articles de référence ou si vous connaissez des sites web de qualité traitant du thème abordé ici, merci de compléter l'article en donnant les références utiles à sa vérifiabilité et en les liant à la section « Notes et références ».
Pour les articles homonymes, voir Thunderdome (homonymie).
Le Hubert H. Humphrey Metrodome (aussi appelé HHH Metrodome, The Metrodome, The Homerdome, The Thunderdome ou simplement The Dome) était un stade couvert situé à Minneapolis, dans le Minnesota. Il servait principalement pour les matchs de football américain, de baseball et parfois pour les concerts. En octobre 2009, le terrain des Vikings a été renommé Mall of America Field at the Hubert H. Humphrey Metrodome.
Depuis 1982, le stade héberge les Vikings du Minnesota, une franchise de football américain évoluant en National Football League. De 1982 à 2009, ce fut le domicile des Twins du Minnesota de la Ligue majeure de baseball qui par la suite jouèrent au Target Field. L'équipe universitaire de baseball des Minnesota Golden Gophers (NCAA) y jouent également quelques rencontres depuis 1985 alors que celle de football américain y évolua entre 1982 et 2008. Le stade fut aussi le terrain de jeu des Minnesota Strikers de la North American Soccer League en 1984, ainsi que des Timberwolves du Minnesota de la National Basketball Association pendant la saison 1989-1990, avant l'ouverture du Target Center. Le Hubert H. Humphrey Metrodome offre une capacité de 64 121 places en configuration football américain, 46 632 pour le baseball et 50 000 pour le basket-ball. De plus, il possède 115 suites de luxe.
Sa démolition a lieu à l'hiver 2014.

## Histoire
Après avoir passé plus de vingt ans au Metropolitan Stadium, il était temps qu'un nouveau stade soit bâti pour les Vikings du Minnesota et les Twins du Minnesota. Le Metropolitan Stadium, bâti dans le milieu des années 1950, fut jugée limité en aménagements pour les spectateurs. Les hivers rudes des années 1970 ont contribué au désir de construire un stade couvert. Le succès de la construction d'autres stades couverts en particulier le Pontiac Silverdome à Détroit, a ouvert la voie aux électeurs pour approuver la consolidation du nouveau stade. Le centre-ville de Minneapolis commençait un programme de revitalisation, et le retour de franchise professionnelles provenant de Bloomington (une banlieue du sud de la ville), a été vu comme une réussite majeure. Vers la fin des années 1970, les dirigeants de Minneapolis ont commencé à étudier l'idée de construire un stade à dôme pour les deux équipes. En 1979, un nouveau stade couvert a été approuvé pour être construit dans le centre de Minneapolis. Le 20 décembre 1979, la construction du stade commença. Un stade couvert a été choisi en raison du climat froid. Le stade fut nommé en mémoire a l'ancien maire de Minneapolis, sénateur et Vice-président des États-Unis d'Amérique, Hubert Humphrey, qui est mort le 13 janvier 1978. Le Metrodome fut inauguré le 3 avril 1982 pour un coût de construction de $68 millions USD et Skidmore, Owings and Merrill est le cabinet d'architectes qui a conçu l'édifice.
Les Twins du Minnesota ont joué leur premier match au Metrodome le 6 avril 1982 alors que celui des Vikings du Minnesota a eu lieu le 12 septembre 1982. Plus de 64 000 sièges dans deux rangées entourent le terrain entier quand le Metrodome est dans la configuration football américain. C'est l'un des stades de football américain le plus facile à convertir en terrain de baseball. Le changement de configuration se fait en quatre heures. Une section de 7 600 sièges rétractables composent le côté droit du terrain pendant un match de baseball, mais les sièges sont retirés en permettant à la capacité d'être augmentée pendant les matchs de football américain. C'est le seul dôme soutenu par air, et les spectateurs entrent dans le stade par des portes à rotation qui empêchent l'air de sortir pour maintenir le dôme droit. Le toit exige une soufflerie de 7 100 mètres cubes par minute pour rester gonflé. Le 19 novembre 1982, le dôme s'est effondré à cause d'une accumulation de neige, mais il a été regonflé. Depuis son ouverture en 1982, il y a eu plusieurs changements au Metrodome. Ils incluent des panneaux LED, une nouvelle plaza en dehors du stade, de nouvelles rangées de sièges, nouvelle Terrace Suite, reconstruction de tous les stands de concession, et de nouvelles télévisions dans le concourse. 
Le 26 janvier 1992, il a organisé le Super Bowl XXVI. Après la saison 2003, la surface Astroturf a été enlevé et remplacé avec du Fieldturf.
Le 12 décembre 2010, le dôme s'est effondré pour la seconde fois depuis sa mise en service, deux panneaux de teflon ayant été endommagés par d'importantes chutes de neige.
Depuis son ouverture, il a accueilli plus de 73 millions de visiteurs.

### Démolition
Le stade est démoli à l'hiver 2014.  Les Twins, les Vikings et les Golden Gophers ont proposé des solutions de remplacement pour le Metrodome tel quel le Target Field et le nouveau stade des Minnesota Golden Gophers, le TCF Bank Stadium qui ont été inaugurés en 2010.

## Données techniques

### Dôme
Le toit du Metrodome est fait de deux couches de teflon, il est soutenu par pression atmosphérique et mesure 52 mètres de hauteur. Il s'est effondré dimanche 12 décembre 2010, à la suite de fortes chutes de neige à Minneapolis : le dôme n'a pas résisté au poids de cette neige accumulée sur quelques dizaines de centimètres.

### Dimensions du terrain en configuration baseball
- Left Field - 343 pieds (105 mètres)
- Left-Center - 385 pieds (117 m)
- Center Field - 408 pieds (124 m)
- Right-Center - 367 pieds (112 m)
- Right Field - 327 pieds (100 m)
- Backstop - 60 pieds (18 m)
- Dome Apex - 186 pieds (57 m)

## Événements
- Match des étoiles de la Ligue majeure de baseball 1985, 16 juillet 1985
- WrestleRock 86, 20 avril 1986
- World Series, 1987 et 1991
- Super Bowl XXVI, 26 janvier 1992
- Final Four basket-ball NCAA, 19 mars-6 avril 1992
- Final Four basket-ball NCAA, 13 mars-2 avril 2001
- 1er et 2d tours du tournoi du Championnat NCAA de basket-ball, mars 2009
- Minnesota State High School League Prep Bowl
- Minnesota Youth in Music Marching Band Competition

## Galerie

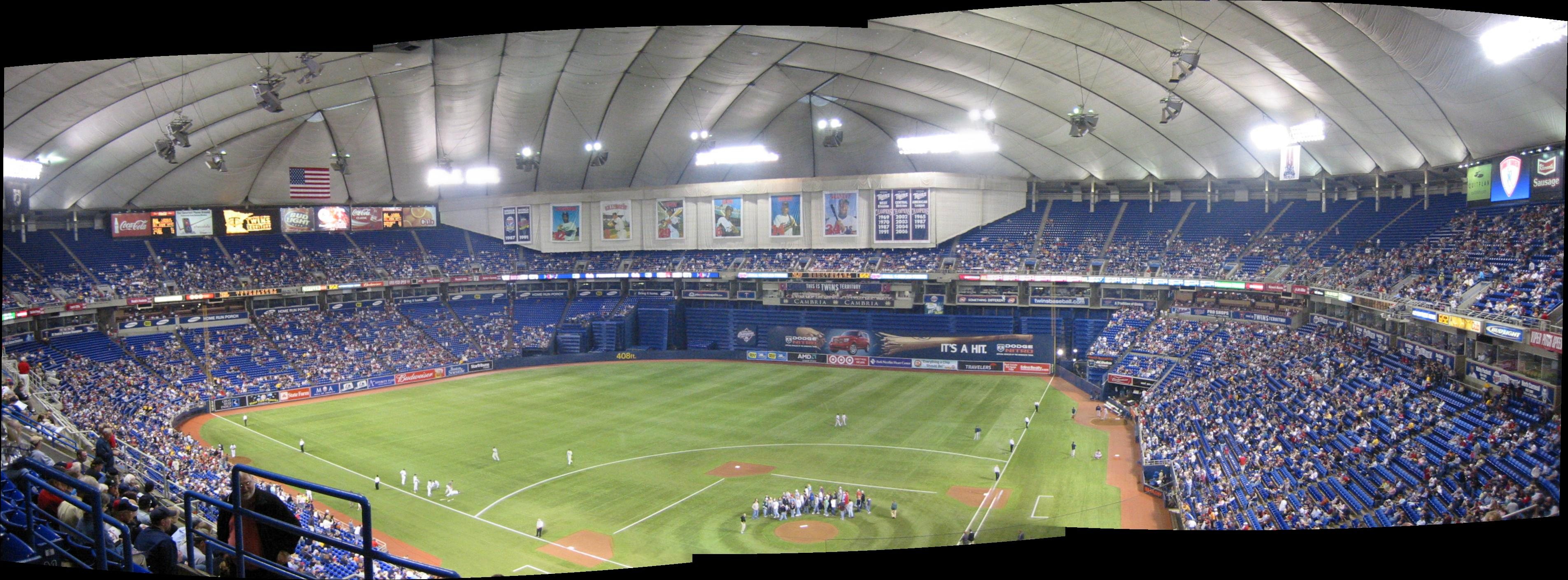
Vue panoramique du Metrodome

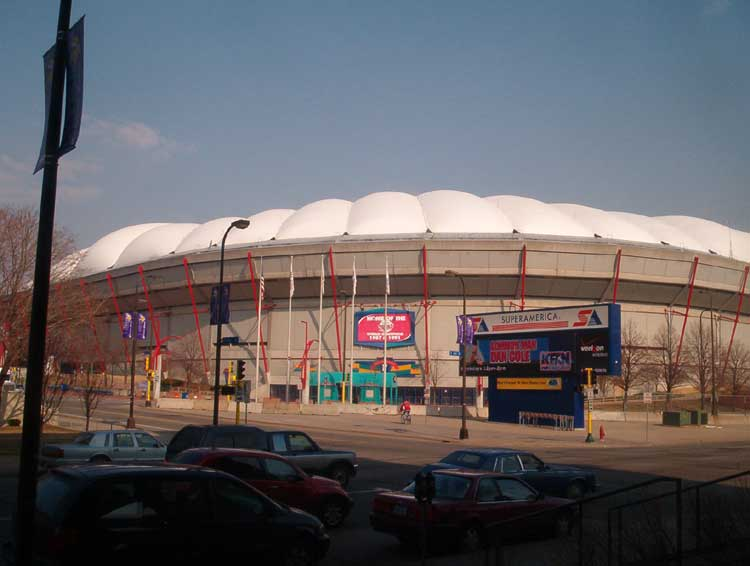
Vue extérieure
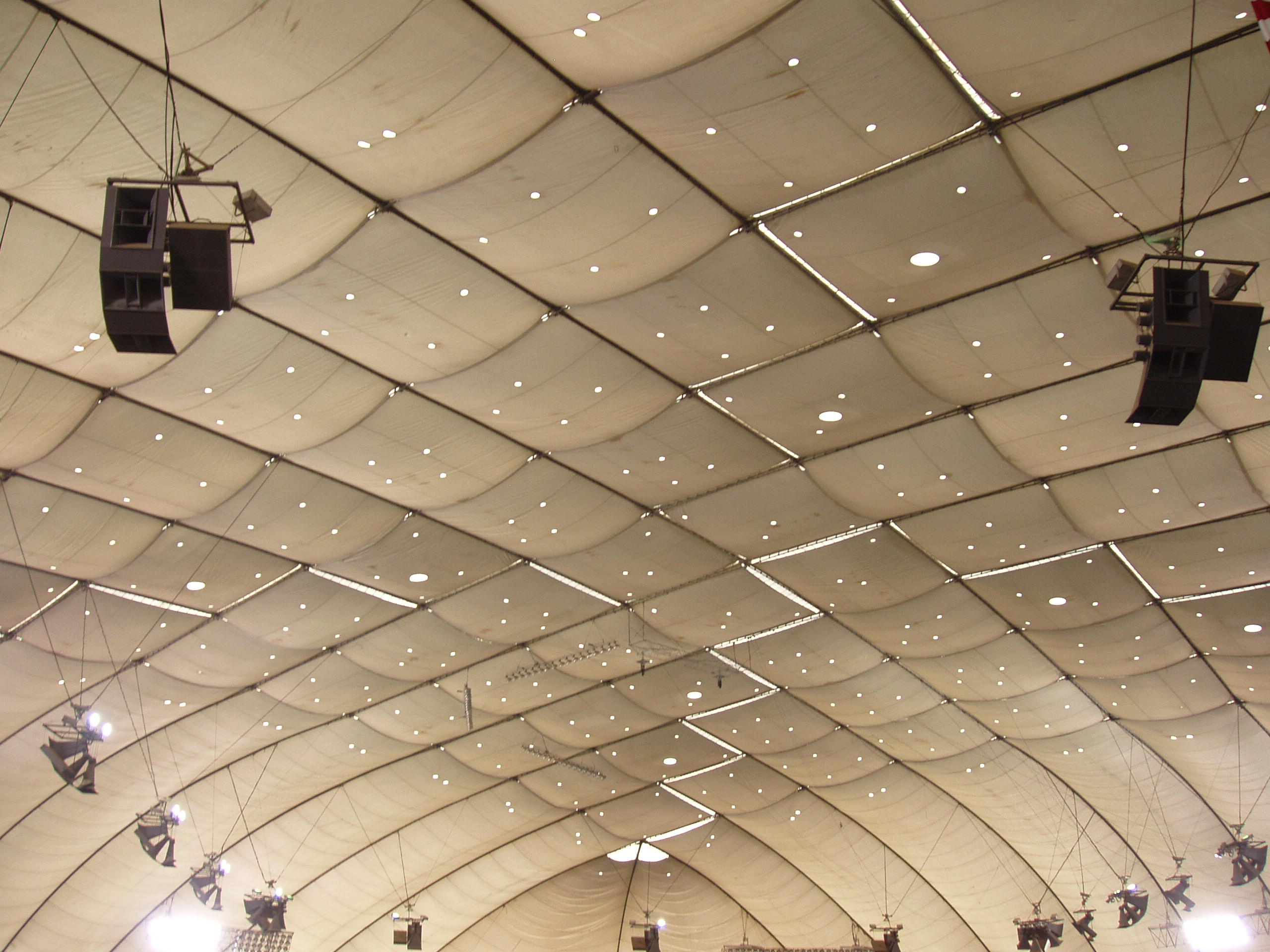
Toit
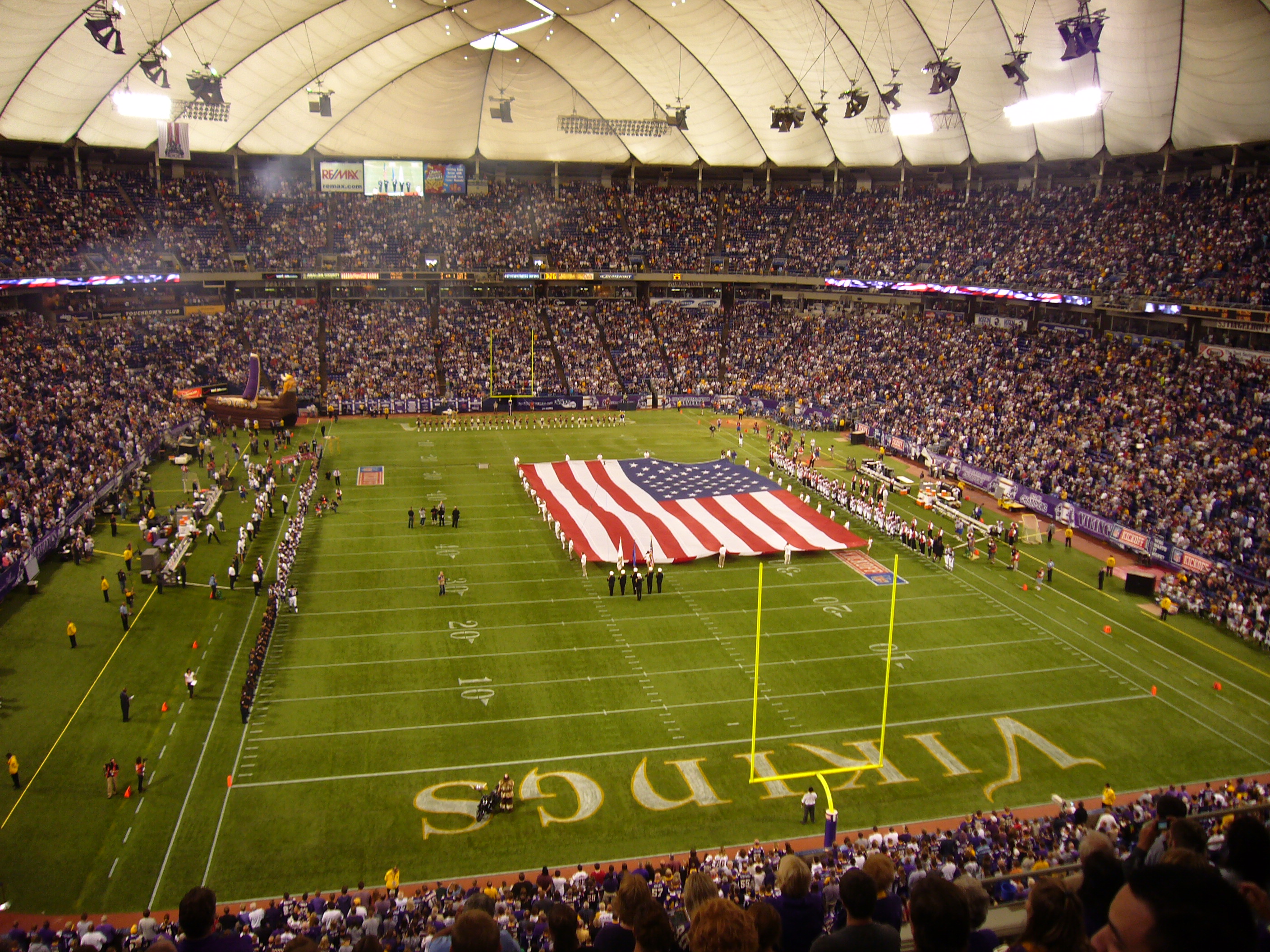
Ouverture d'un match
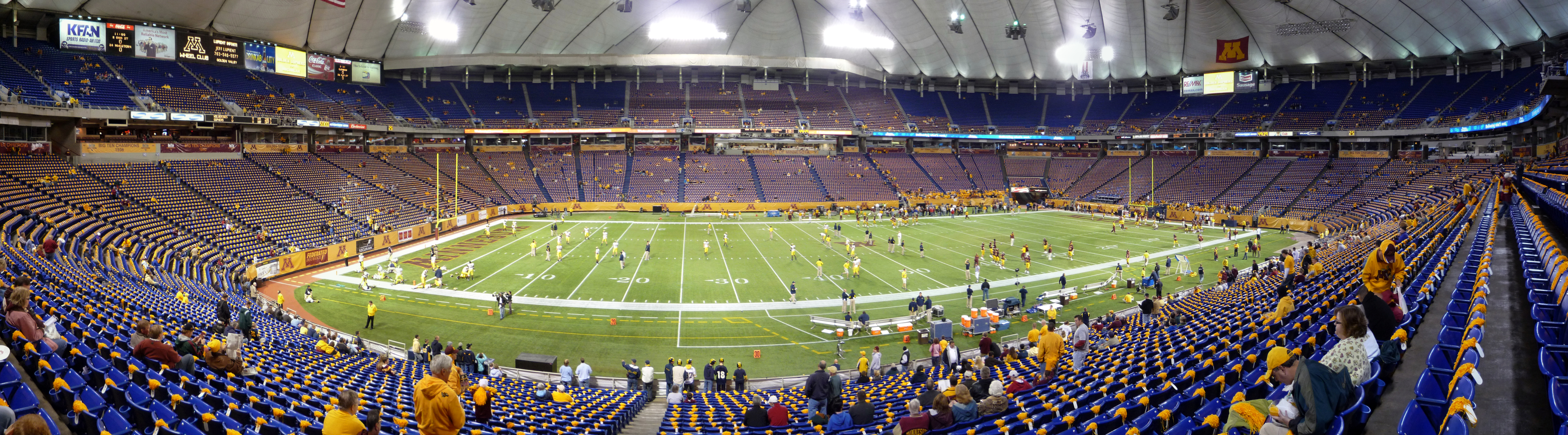
Panorama
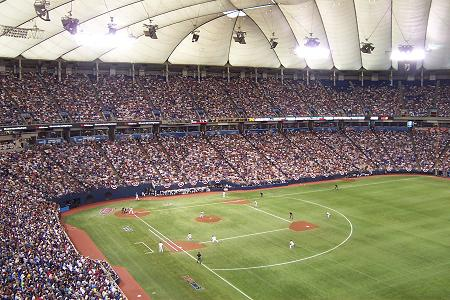
Partie des Twins
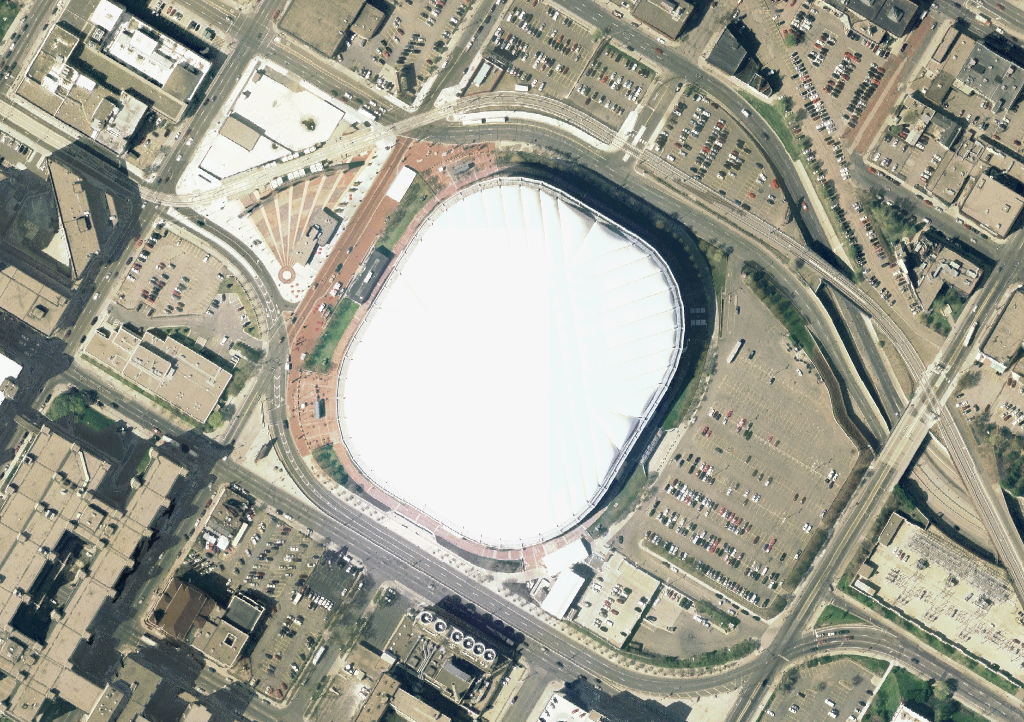
Image satellite
Logo
Autre logo
Autre logo